# Forte do Porto Novo
O Forte do Porto Novo localizava-se no povoado do Porto Novo, na freguesia de Caniço, concelho de Santa Cruz, na ilha da Madeira, Região Autónoma da Madeira. Sobre a margem direita da foz da ribeira do Porto Novo, era servido pela estrada velha do Caniço.

## História
Foi iniciado em 1827 pelo então governador e capitão-general da Madeira e Porto Santo, José Travassos Valdez. Ainda em obras, quando da tomada da ilha pelas tropas Miguelistas no ano seguinte (1828) foi danificado pela explosão de um caixote de munições.
As suas obras foram concluídas por D. Álvaro da Costa de Sousa de Macedo.